# Điểm Parry (hình học tam giác)

Điểm Parry và đường tròn Parry. (G trọng tâm, J và K là hai điểm isodynamic của tam giác ABC.)

Trong hình học phẳng, điểm Parry là một điểm đặc biệt trong tam giác, đường tròn Parry giao với đường tròn ngoại tiếp tại hai điểm, một điểm là tiêu điểm của đường parabol Kiepert, điểm còn lại là điểm Parry. Điểm Parry được đặt tên để vinh danh nhà hình học người Anh là Cyril Parry, người đã nghiên cứu nó từ những năm 1990s. Trong bách khoa toàn thư về các tâm của tam giác điểm Parry được đánh số {\displaystyle X_{111}}. Không nên nhầm lẫn điểm này với Parry reflection point, được đánh số {\displaystyle X_{399}}.

## Đường tròn Parry
Cho tam giác ABC. Đường tròn đi qua trọng tâm và hai điểm isodynamic của tam giác ABC gọi là đường tròn Parry của tam giác ABC. Phương trình đường tròn Parry circle trong tọa độ barycentric là 
{\displaystyle {\begin{aligned}&3(b^{2}-c^{2})(c^{2}-a^{2})(a^{2}-b^{2})(a^{2}yz+b^{2}zx+c^{2}xy)\\[6pt]&{}+(x+y+z)\left(\sum _{\text{cyclic}}b^{2}c^{2}(b^{2}-c^{2})(b^{2}+c^{2}-2a^{2})x\right)=0\end{aligned}}}
Tâm đường tròn Parry circle cũng là một tâm của tam giác, được đánh số {\displaystyle X_{351}} trong bách khoa toàn thư về các tâm của tam giác. Tọa độ barycentric của tâm đường tròn Parry là: {\displaystyle f(a,b,c):f(b,c,a):f(c,a,b)}, trong đó {\displaystyle f(a,b,c)=a^{2}(b^{2}-c^{2})(b^{2}+c^{2}-2a^{2})}.

## Điểm Parry
Đường tròn Parry và đường tròn ngoại tiếp của tam giác {\displaystyle ABC} giao nhau tại hai điểm. Một điểm là tiêu điểm của đường parabol Kiepert của tam giác {\displaystyle ABC} điểm còn lại là điểm Parry của tam giac {\displaystyle ABC}.. Tọa độ barycentric của điểm Parry là:
{\displaystyle ({\frac {a^{2}}{2a^{2}-b^{2}-c^{2}}}:{\frac {b^{2}}{2b^{2}-c^{2}-a^{2}}}:{\frac {c^{2}}{2c^{2}-a^{2}-b^{2}}})}